# Mandres-sur-Vair
Mandres-sur-Vair település Franciaországban, Vosges megyében. Lakosainak száma 438 fő (2022. január 1.). Mandres-sur-Vair Auzainvilliers, Belmont-sur-Vair, Bulgnéville, Contrexéville, Norroy és Saint-Remimont községekkel határos.

## Népesség
A település népességének változása:
| Lakosok száma | 446  | 461  | 586  | 458  | 449  | 440  | 440  | 438  | 438  |
|               | 2013 | 2015 | 2016 | 2017 | 2018 | 2019 | 2020 | 2021 | 2022 |